# Crónica (Fito Páez)
Crónica es una recopilación que la empresa discográfica EMI edita con fines netamente comerciales en el año 1991, luego de que Fito Páez firmara contrato con WEA para grabar su próximo trabajo discográfico Tercer Mundo.
Es que luego de un bajón de popularidad sufrido por el músico con sus trabajos anteriores, la placa Tercer Mundo vende 30.000 copias en 20 días, convirtiéndolo en “disco de oro” en poco tiempo y encasillando nuevamente al autor entre los más prestigiosos artistas del Rock argentino.
Este hecho hace que el grupo de marketing de EMI decida acertadamente editar este segundo trabajo recopilatorio incluyendo canciones grabadas con esa firma en placas anteriores del autor.

## Lista de canciones
1. "Tres Agujas" (incluido en el álbum Del 63)
2. "11 y 6" (incluido en el álbum Giros)
3. "Cable a tierra" (incluido en el álbum Giros)
4. "Giros" (incluido en el álbum Giros)
5. "Gente sin swing" (incluido en el álbum Ciudad de pobres corazones)
6. "Gricel" (incluido en el álbum La la la)
7. "Yo vengo a ofrecer mi corazón" (incluido en el álbum Giros)
8. "La rumba del piano" (incluido en el álbum Corazón clandestino) (Versión larga)
9. "Instant-Táneas" (incluido en el álbum La la la)
10. "Dame un talismán" (incluido en el álbum Ey!)
11. "Parte del aire" (incluido en el álbum La la la)
12. "Sable chino" (incluido en el álbum Del 63)
13. "Corazón clandestino" (incluido en el álbum Corazón clandestino)
14. "Nunca podrás sacarme mi amor" (incluido en el álbum Corazón clandestino)